# الزي العسكري

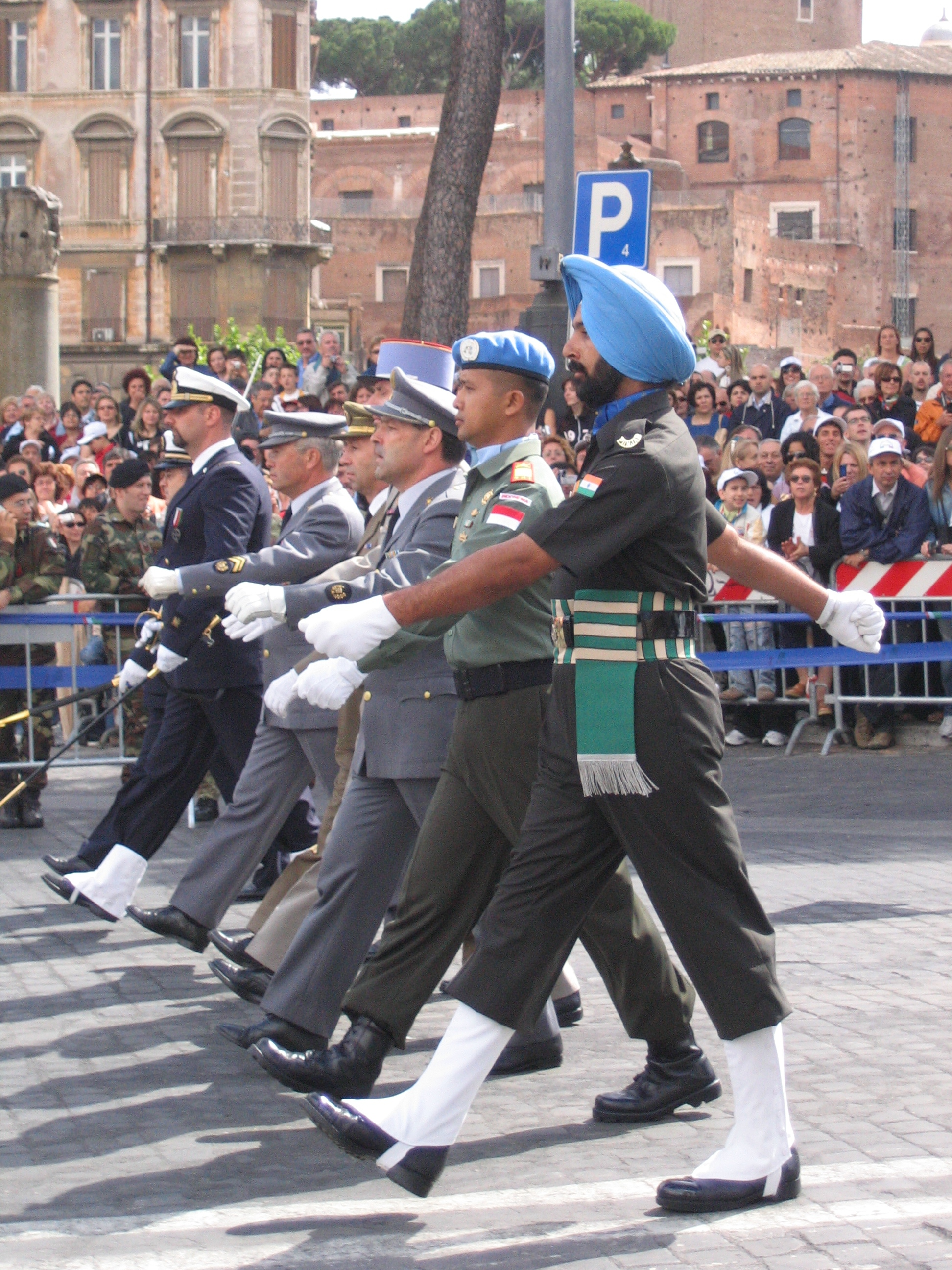
جنود من القوات المسلحة الإيطالية، والفرنسية، والإسبانية، والبرتغالية، والإندونيسية والهندية ترتدي الزي العسكري الوطني، في استعراض في روما بإيطاليا.

الزي العسكري هو زي موحد يرتديه أفراد القوات المسلحة والقوات شبه العسكرية من مختلف الدول.
مرت الملابس والأنماط العسكرية بتغييرات كبيرة على مر القرون، من الملابس الملونة والمفصلة والمزخرفة حتى القرن التاسع عشر، إلى زي التمويه النفعي للأغراض الميدانية والقتالية منذ الحرب العالمية الأولى (1914-1918) فصاعداً. يُقصد بالزي العسكري الذي يتخذ شكل ملبس معياري ومميز، تحديد الهوية والمظهر وعادة ما يكون إشارة إلى القوات العسكرية المنظمة المجهزة من قبل سلطة مركزية.
يختلف الزي العسكري ليس فقط وفقاً للوحدات العسكرية ولكنه يميل أيضاً إلى تقديمه في مستويات مختلفة من الشكليات وفقاً لقواعد اللباس الغربي: زي كامل للملابس الرسمي، زي موحد للارتداء شبه الرسمي، زي خدمة للارتداء غير الرسمي، والزي القتالي (يُطلق عليه أيضاً «زي المعركة/الميدان») الذي يعادل ارتداء ملابس غير رسمية. يضاف زي التدريب البدني أحياناً إلى فئة الملابس غير الرسمية.

## وصرت خارجية
- Anne S. K. Brown Military Collection, Brown University Library
- Company of Military Historians Website
- {US} Civil War Old Photographs Page
- U.S. Civil War Era Uniforms and Accouterments
- Soviet and Russian Federation uniforms and insignias
- The Evolution of Military Camouflage